# Maria de l'Encarnació Guyart
Maria de l'Encarnació, de nom de naixement Marie Guyart (Tours, 28 d'octubre de 1599 – Quebec, 30 d'abril de 1672), va ser una religiosa francesa, fundadora de les Ursulines del Canadà. L'Església Catòlica la venera com a santa.

## Biografia
Filla de flequers, es va casar amb un sedaire amb qui va tenir un fill d'ell, es va quedar vídua i es va negar a casar-se de nou. Decidida a abraçar la vida religiosa al carmel o al fuliencs, en 1631 va entrar al monestir de les ursulines de Tours, pertanyent a la congregació de Bordeus .
Al monestir va entrar en contacte amb els missioners jesuïtes al Canadà i va començar a planejar per traslladar-se a les colònies: es va trobar amb una dona rica que tenia la intenció de posar a disposició una gran suma per obrir una escola per a nens indígenes al Canadà, i el 1639 va deixar Tours i fundà el primer monestir d'ursulines al Quebec.
Aviat se li uniren d'altres religiosos. A causa que procedien de diferents congregacions, amb diferents regles i costums, Maria de l'Encarnació va preparar una nova norma, que va ser aprovada pel bisbe François de Montmorency-Laval el 1662.
Les ursulines es van estendre per tot Canadà, donant lloc a nombrosos monestirs independents, que el 1953 es van unir en la Unió Canadenca de l'orde de Santa Úrsula.
Va ser proclamat beata pel Papa Joan Pau II el 22 de juny de 1980 a la Basílica de Sant Pere al Vaticà; i va ser canonitzada pel Papa Francesc el 3 d'abril de 2014.